# Calocrater preussii
Calocrater preussii är en oleanderväxtart som beskrevs av Karl Moritz Schumann. Calocrater preussii ingår i släktet Calocrater och familjen oleanderväxter. Inga underarter finns listade i Catalogue of Life.